# Torta ahogada
A torta ahogada egy mexikói szendvicsfajta. Eredetileg Jalisco állam fővárosából, Guadalajarából származik, de az ország más részein is elterjedt. A nevében található ahogada szó jelentése „megfulladt”; azért nevezik így, mert általában félig vagy akár teljesen bele van merítve a rendkívül csípős csiliszószba.

## Története
A torta ahogada Guadalajarából származik, egy „városi legenda” szerint a 20. század elején keletkezett, amikor egy fáradt napszámos hazaért, és pont azokat az alapanyagokat találta meg otthon, amiből ma ez a szendvics készül: összerakta őket és nagyon megízlett neki, amit így kapott. Mások úgy tudják, hogy az 1920-as években találta fel (a bab nélküli változatot) a szendvicseket áruló, Güero becenevű Luis de la Torre (vannak, akik szerint véletlenül, mert egyszer beleejtett egy szendvicset a szószba). Nála segédkezett három testvér, Ignacio, Carlos és Miguel Saldaña, de a mártás receptjét előlük is féltve őrizte De la Torre felesége, Soledad. De la Torre halála után örökbefogadott fiára hagyta az üzletet, de neki hamarosan be kellett azt zárnia. A Saldaña testvérek azonban újra megkísérelték feltámasztani a torta ahogadát, és új üzletet nyitottak, ez lett a ma is működő „Tortas Ahogadas 'El Güerito'”.

## Leírása
A torta ahogada leggyakoribb változata nem más, mint egy vegyes, sült, aprított disznóhússal és babpürével töltött, csiliszószba mártott birote kenyér. Ez a szintén Guadalajarára jellemző kenyérspecialitás a Mexikóban elterjedtebb bolillóhoz hasonlít, de tésztája sűrűbb azénál, héja ropogósabb, íze pedig a kicsit hosszabb erjedés miatt enyhén savanykás. A mártás csilipaprikából (gyakran a helyi chile de árbol, más néven macho vagy cola de ratón („egérfarok”) fajtából) ecetből és fokhagymából készül, de gyakran paradicsomot is tartalmaz vagy különálló paradicsomszószt adnak a szendvicshez. Egyes változatai készülhetnek csilipaprika vagy bab nélkül, adhatnak hozzá szinte bármilyen más zöldséget is, sőt, akár disznóhús helyett garnélarákot is tölthetnek a belsejébe. Gyakori, hogy a torta ahogadát citromba áztatott hagymaszeletekkel díszítik.

## Képek

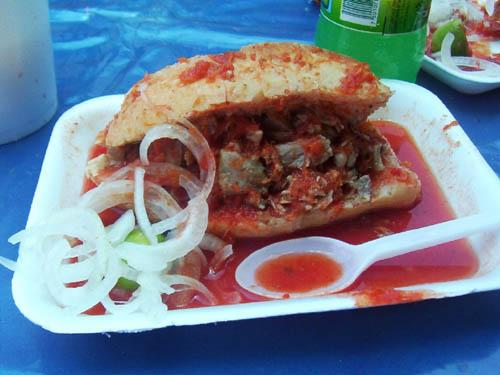
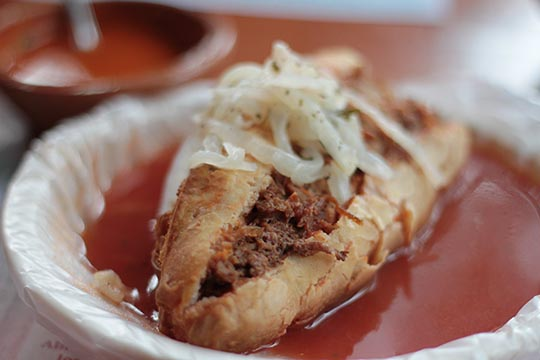
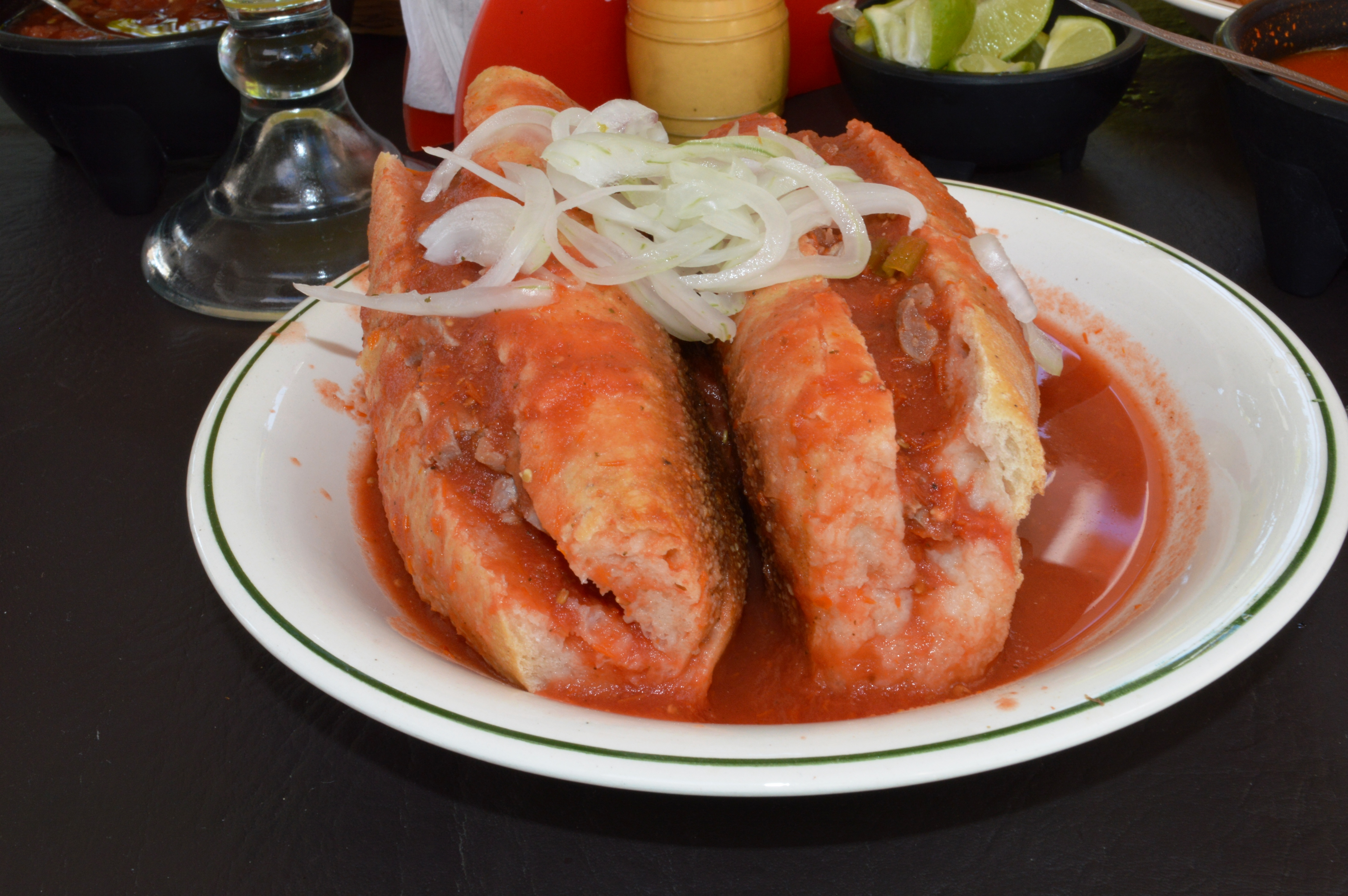
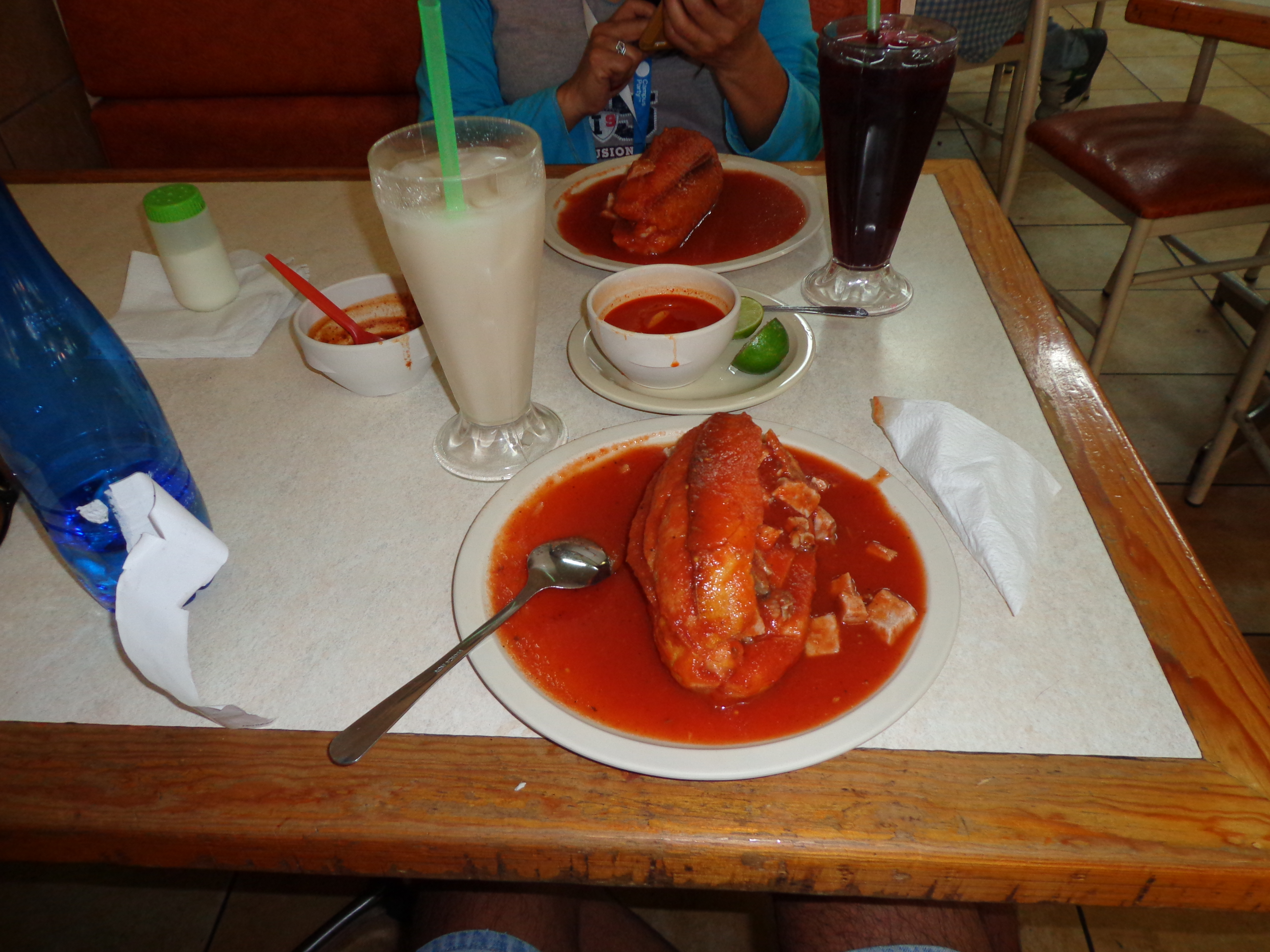